# Břežanské údolí
Břežanské údolí este o arie protejată (arie specială de conservare — SAC, sit de importanță comunitară — SCI) din Republica Cehă întinsă pe o suprafață de 496,53 ha, integral pe uscat.

## Localizare
Centrul sitului Břežanské údolí este situat la coordonatele 49°58′03″N 14°25′14″E / 49.9675°N 14.420556°E.

## Înființare
Situl Břežanské údolí a fost declarat sit de importanță comunitară în aprilie 2005 pentru a proteja 1 specie de animale. Situl a fost protejat și ca arie specială de conservare în iunie 2016.

## Biodiversitate
Situată în ecoregiunea continentală, aria protejată nu include niciun habitat protejat.
La baza desemnării sitului se află o specie protejată de  nevertebrate: Euplagia quadripunctaria.